# Charlie Bauerfeind
Charlie Bauerfeind (n. 30 de mayo de 1963, Erlangen, Alemania) es un músico, productor e ingeniero de sonido alemán, conocido en el mundo por producir álbumes de bandas de heavy metal y power metal como Hammerfall, Helloween, Rage, Saxon y Blind Guardian, entre otros.
Inició su carrera a mediados de los ochenta como baterista en bandas alemanas, pero sin mayor éxito. Tras ello, en 1987 entró en la escuela de música Berklee College of Music de la ciudad de Boston en los Estados Unidos, donde se recibió en 1989. Inició su carrera como productor en 1992 con el disco Angels Cry de Angra y desde entonces ha participado en varios discos de bandas de heavy metal ya sea como mezclador, remasterizador, ingeniero, músico o como productor.

## Créditos
A continuación una lista de algunos discos en el que Charlie ha participado ya sea como ingeniero de sonido, productor o músico:
| Artista        | Disco                                 | Año  | Crédito                                       |
| -------------- | ------------------------------------- | ---- | --------------------------------------------- |
| Angra          | Angels Cry                            | 1992 | Productor                                     |
| Angra          | Holy Land                             | 1996 | Productor                                     |
| Angra          | Freedom Call                          | 1996 | Productor                                     |
| Axel Rudi Pell | Shadow Zone                           | 2002 | Mezclador                                     |
| Axel Rudi Pell | Knights Live                          | 2002 | Mezclador                                     |
| Axel Rudi Pell | Kings and Queens                      | 2004 | Coproductor, mezclador, ingeniero             |
| Axel Rudi Pell | Mystica                               | 2006 | Productor, mezclador, ingeniero               |
| Axel Rudi Pell | Diamonds Unlocked                     | 2007 | Productor, mezclador, ingeniero               |
| Axel Rudi Pell | Tales of the Crown                    | 2008 | Productor, mezclador, ingeniero               |
| Axel Rudi Pell | The Crest                             | 2010 | Mezclador                                     |
| Axel Rudi Pell | «Hallelujah» (sencillo)               | 2011 | Productor, mezclador, ingeniero               |
| Axel Rudi Pell | The Ballads IV (compilado)            | 2011 | Productor, mezclador, ingeniero               |
| Axel Rudi Pell | Circle of the Oath                    | 2012 | Productor, mezclador, ingeniero               |
| Azeroth        | Azeroth                               | 2000 | Productor, mezclador                          |
| Blind Guardian | Nightfall in Middle-Earth             | 1997 | Mezclador, grabador, ingeniero                |
| Blind Guardian | A Night at the Opera                  | 2000 | Productor, mezclador, ingeniero               |
| Blind Guardian | A Twist in the Myth                   | 2006 | Productor, mezclador, ingeniero, masterizador |
| Blind Guardian | At the Edge of Time                   | 2010 | Productor, mezclador, ingeniero, masterizador |
| Brainstorm     | Unholy                                | 1998 | Productor                                     |
| Gamma Ray      | Insanity And Genius                   | 1993 | Mezclador                                     |
| Gamma Ray      | Land of the Free                      | 1995 | Productor, mezclador, ingeniero               |
| Gamma Ray      | The Karaoke Album (compilado)         | 1997 | Productor                                     |
| Gamma Ray      | Somewhere Out In Space                | 1997 | Mezclador                                     |
| Halford        | Resurrection                          | 2000 | Mezclador                                     |
| Hammerfall     | Crimson Thunder                       | 2002 | Productor, mezclador, ingeniero, masterisador |
| Hammerfall     | Chapter V: Unbent, Unbowed, Unbroken  | 2005 | Productor, mezclador, ingeniero, masterizador |
| Hammerfall     | Threshold                             | 2006 | Productor, mezclador, ingeniero, masterizador |
| Hammerfall     | No Sacrifice, No Victory              | 2009 | Productor, mezclador, ingeniero, masterizador |
| Helloween      | The Dark Ride                         | 2000 | Productor, ingeniero                          |
| Helloween      | Rabbit Don't Come Easy                | 2003 | Productor, mezclador                          |
| Helloween      | Keeper Of The Seven Keys - The Legacy | 2005 | Productor, ingeniero                          |
| Helloween      | Gambling with the Devil               | 2007 | Productor, mezclador, ingeniero               |
| Helloween      | Unarmed Best of 25th anniversary      | 2010 | Productor, mezclador, ingeniero               |
| Helloween      | 7 Sinners                             | 2011 | Productor, mezclador, ingeniero               |
| Helloween      | Straight Out of Hell                  | 2013 | Productor, mezclador, ingeniero               |
| Helloween      | My God-Given Right                    | 2015 | Productor, mezclador, ingeniero               |
| Helloween      | Helloween                             | 2021 | Productor, mezclador, ingeniero               |
| Primal Fear    | Seven Seals                           | 2005 | Productor, mezclador                          |
| Primal Fear    | New Religion                          | 2007 | Productor adicional, ingeniero                |
| Rage           | Unity                                 | 2002 | Productor, mezclador, ingeniero, masterizador |
| Rage           | Soundchaser                           | 2003 | Productor, mezclador, masterizador            |
| Rage           | Speak of the Dead                     | 2006 | Mezclador, masterizador                       |
| Rage           | Carved in Stone                       | 2008 | Mezclador, masterizador                       |
| Rage           | Strings to a Web                      | 2010 | Productor, mezclador, ingeniero, masterizador |
| Rage           | 21                                    | 2012 | Productor, mezclador, ingeniero, masterizador |
| Running Wild   | Black Hand Inn                        | 1994 | Mezclador, ingeniero, masterizador            |
| Saxon          | Metalhead                             | 1999 | Productor, mezclador                          |
| Saxon          | Killing Ground                        | 2001 | Mezclador                                     |
| Saxon          | Lionheart                             | 2004 | Productor                                     |
| Saxon          | The Inner Sanctum                     | 2007 | Prodcutor                                     |
| Saxon          | Into the Labyrinth                    | 2009 | Productor, ingeniero                          |
| Saxon          | Call to Arms                          | 2011 | Ingeniero                                     |
| Van Canto      | Hero                                  | 2008 | Productor                                     |
| Van Canto      | Tribe of Force                        | 2010 | Productor                                     |
| Venom          | Cast in Stone                         | 1997 | Mezclador                                     |
| Venom          | Resurrection                          | 2000 | Ingeniero                                     |